# Ferrari F2004

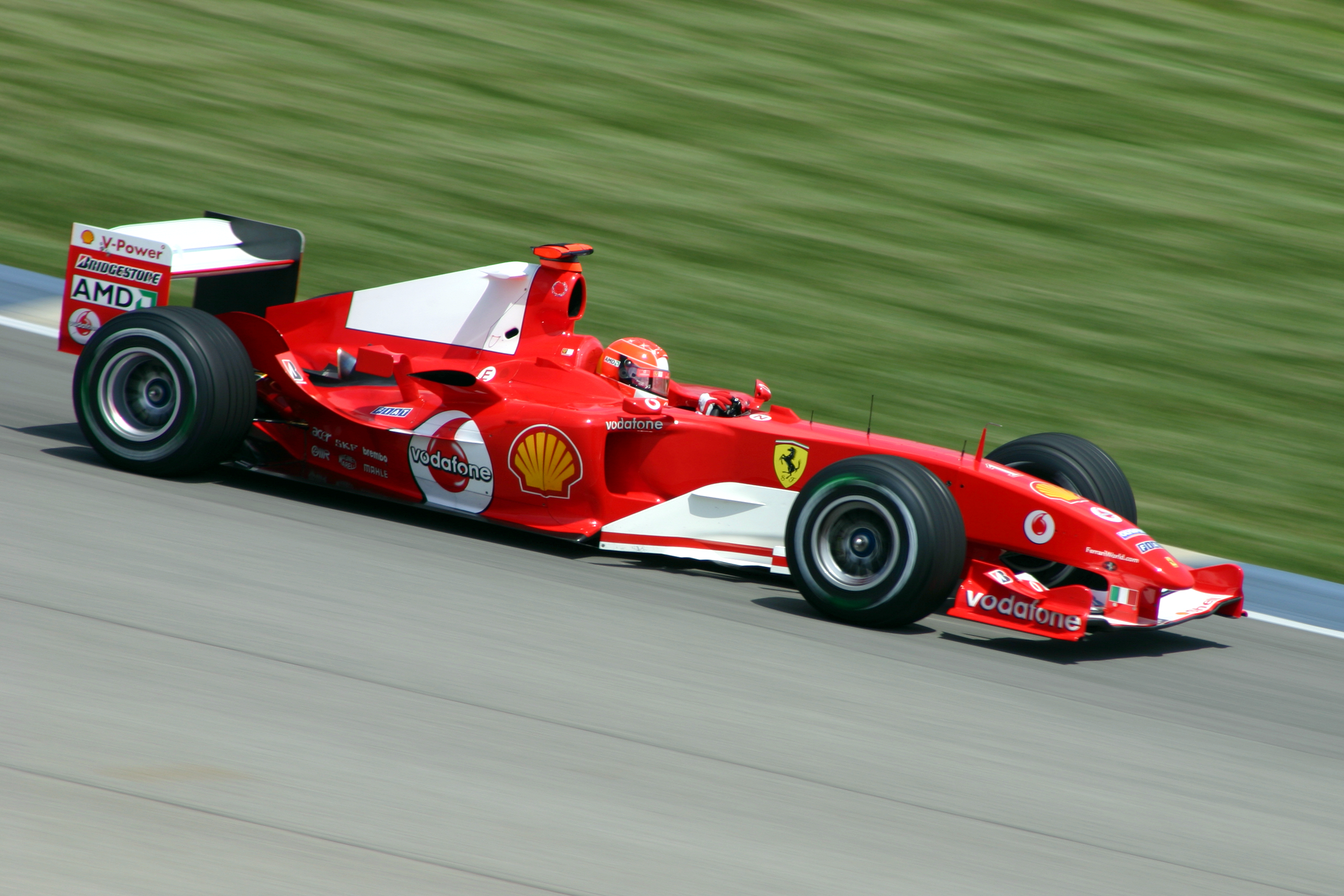

El Ferrari F2004 o Ferrari F2004M va ser un monoplaça amb el qual la Scuderia Ferrari va competir en la temporada 2004 de Fórmula 1. Va ser dissenyat per Rory Byrne, Ross Brawn i Aldo Costa. En gran manera sobre el F2003-GA de l'anterior campionat, el F2004 va continuar la ratxa d'èxit de l'equip havia gaudit des de 1999, guanyant el sisè Campionat de Constructors i el cinquè Campionat de Pilots consecutiu.

## Descripció
El cotxe es basa en els principis de disseny del F2002, però encara més millorat. Per exemple, els tubs d'escapament eren més petits i estaven col·locats prop de la línia central del monoplaça, l'aleró posterior es va ampliar i la suspensió posterior va ser redissenyada per a ser més acurada amb els seus pneumàtics, un problema important en el F2003-GA. El motor va ser dissenyat per a durar un cap de setmana complet, conforme amb els nous reglaments tècnics de la FIA per a la temporada. La caixa del canvi també va haver de ser redissenyada per a ser més duradora.
El cotxe va ser tan reeixit com el F2002, guanyant 13 de 18 carreres i anotant 12 pole positions, inclosos els registres de moltes de les millors voltes ràpides donades per un monoplaça de Fórmula 1 en diversos circuits del campionat que segueixen sense millorar-se en l'actualitat. En 2004, Michael Schumacher es va convertir en l'únic pilot amb 7 títols de campió del món i Ferrari va ser el clar guanyador en el campionat de constructors.
Després de la temporada 2004, el monoplaça va ser desenvolupat com un banc de proves per a l'any 2005 i utilitzat en les dues primeres carreres. Malgrat pujar al podi en el Gran Premi d'Austràlia de 2005, el cotxe va ser retirat per a donar pas al seu successor, el F2005, en el 2005 Gran Premi de Bahrain.